# Camillina pilar
Camillina pilar är en spindelart som beskrevs av Norman I. Platnick och Murphy 1987. Camillina pilar ingår i släktet Camillina och familjen plattbuksspindlar. Inga underarter finns listade.